# (5713) 1982 FF3
(5713) 1982 FF3 (1982 FF3, 1987 WV3, 1990 RW1) — астероїд головного поясу, відкритий 21 березня 1982 року.
Тіссеранів параметр щодо Юпітера — 3,645.